# Compañía Española de Minas del Rif
La Compañía Española de Minas del Rif (CEMR) fue una sociedad anónima española fundada en 1908 para la explotación de mineral de hierro en el norte de África, que operaría en el territorio del protectorado español de Marruecos. Se disolvió en 1984.

## Historia
De acuerdo con los acuerdos internacionales de la Conferencia de Algeciras España establece en el norte de Marruecos el Protectorado Español de Marruecos donde se encontraban las montañas del Rif y los yacimientos de Uixán, cerca de Melilla. Las acciones de la CEMR se negociaron a partir del 21 de julio de 1908. El objetivo principal era la explotación de mineral de hierro en las montañas de Uixán y Axara, que pertenecen al macizo de Beni Buifrur y en la región de Guelaya de la actual provincia de Nador. La mina se encontraba a 15 km al sudoeste de Nador y a 28 km del muelle de Melilla. El consejo de administración de CEMR estaba compuesto por la élite empresarial de la España de principios de siglo: Miguel Villanueva (ministro de Marina), Álvaro y Gonzalo Figueroa Torres (conde de Romanones y duque de las Torres), Juan Antonio Güell y López (conde de Güell) y Gerardo Roiz de la Parra y de la Pedraja (hijo de Jerónimo Roiz de la Parra), entre otros.

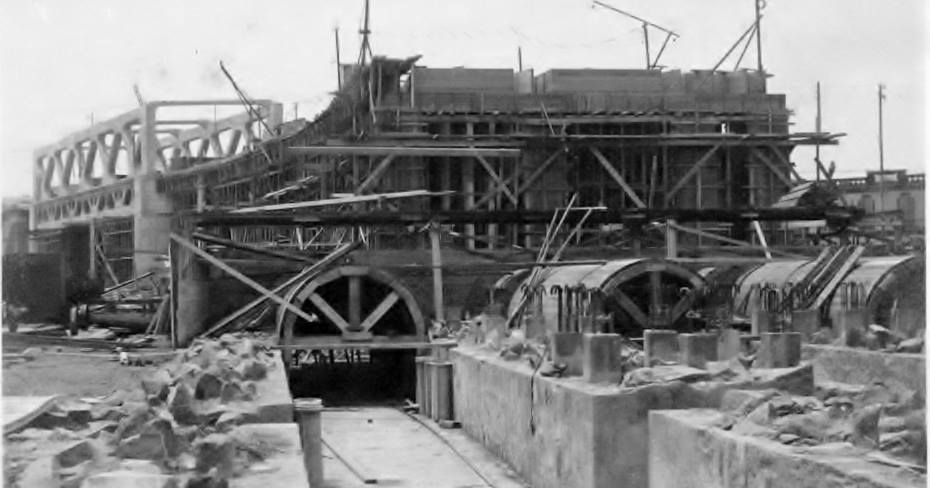
Construcción de los depósitos de mineral (1924) para abastecer el cargadero de mineral. Al fondo el viaducto de CEMR.

A principios del siglo XX la zona se encontraba inmersa en una gran inestabilidad política. Para la explotación de los yacimientos la sociedad llegó a un acuerdo con Bou Hamara, también conocido como El Rogui. Bou Hamara había sido pretendiente al trono del sultán Abd al-Aziz de Marruecos, y tras ser derrotado se había asentado en la región de Guelaya ejerciendo el control sobre su territorio. El acuerdo supuso el pago a Bou Hamara de 400.000 pesetas en duros de plata y una participación del 20% de los beneficios. Bou Hamara también llegó a acuerdos para la explotación de los yacimientos de Monte Afra por la Compañía del Norte Africano o Compagnie minière de l'Afrique du Nord, de capital francés para los yacimiento de Afra, también en Beni Buifrur. Además, empresarios del acero alemanes como Mannesmann llevaban a cabo prácticas corruptas para conseguir los derechos de explotación mineros. Bou Hamara fue apresado el 8 de agosto por los Beni Urriaguel (llamados Aith Waryaghar en bereber), la tribu bereber más poderosa de la zona, que lo entregarían al ejército del nuevo sultán Muley Hafid, en cuyas manos fue condenado a la decapitación. La guerra de Melilla se produjo a consecuencia del ataque a los obreros que construían el ferrocarril a San Juan de las Minas, para proteger los intereses mineros y comerciales de la CEMR frente a las cabilas, ante la inhibición de Muley Hafid de asegurar la zona y la amenaza de intervención de Francia en auxilio de la Compagnie minière de l'Afrique du Nord, lo que habría supuesto la pérdida de lo acordado en la Conferencia de Algeciras. 

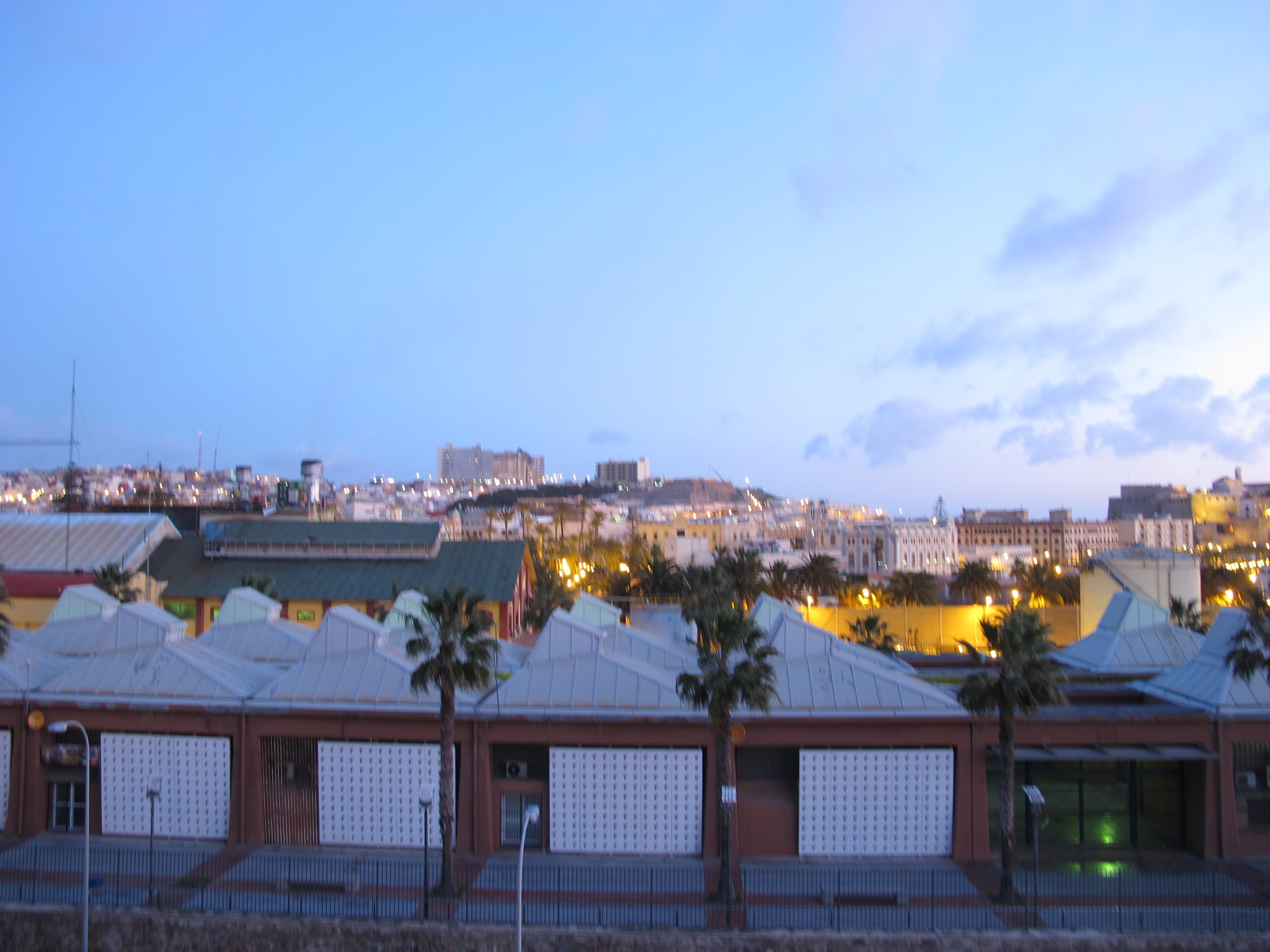
Almacenes de mineral de la CEMR y Central Eléctrica de Melilla.

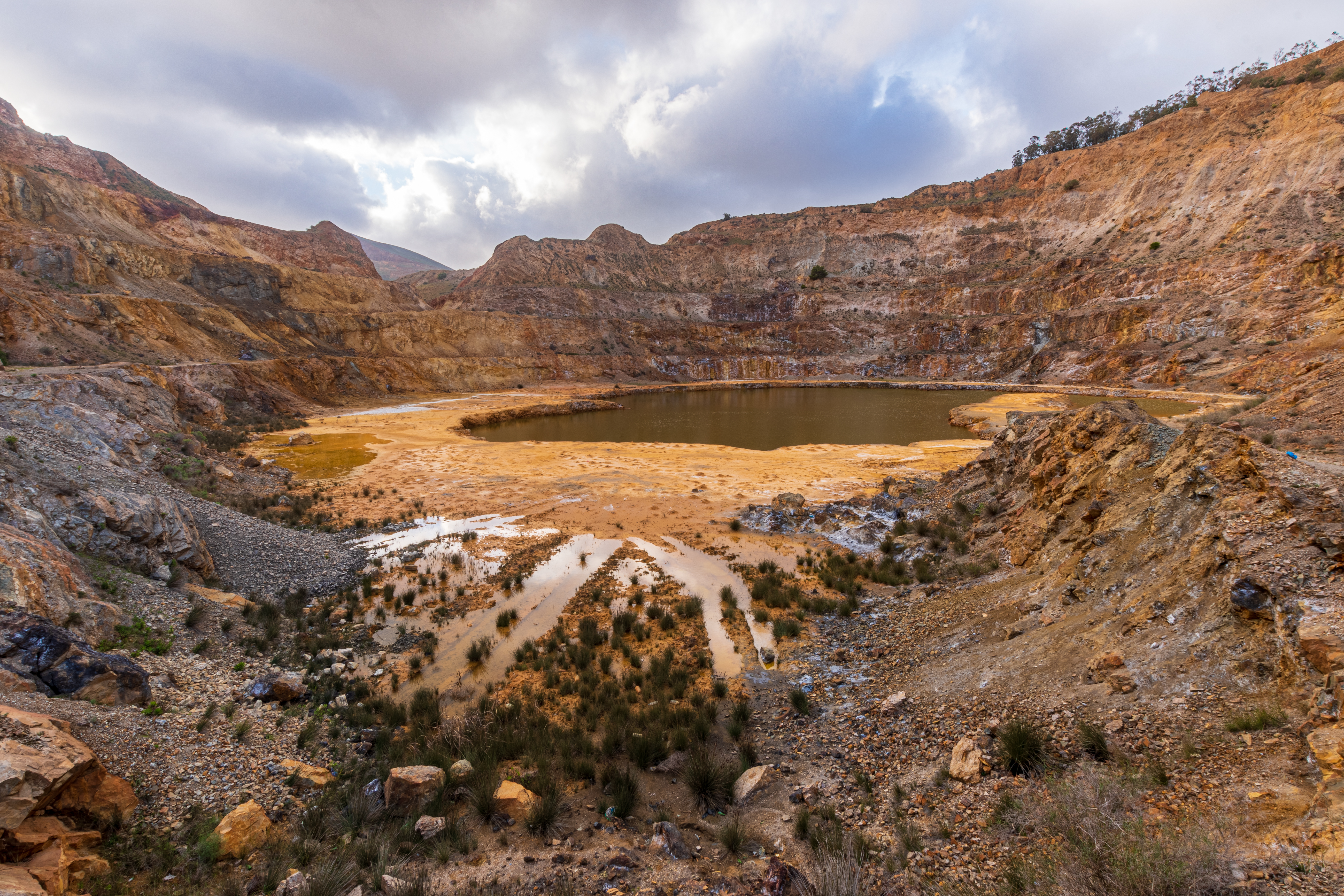
Mina a cielo abierto en Uixan

En 1914 se produjo la inauguración del ferrocarril entre Melilla-Límites (Beni Enzar) y San Juan de las Minas, cerca de Segangán, con proyecto de Manuel Becerra Fernández. Entre julio de 1920 y 1925 se construyó el cargadero de mineral de Melilla con el fin de introducir el mineral de hierro extraído de las minas en cargueros, un puerto en el que se realizaron pruebas a lo largo de 1925 y fue inaugurado en 1926.
En el periodo 1918-1967 la CEMR exportó más de 200.00 toneladas de mineral de hierro al Reino Unido. Otras compañías mineras españolas que exportaron por el Puerto de Melilla en la época fueron la Compañía Minera de Setolazar y la Minera Hispano-Africana co. Con la independencia de Marruecos en 1956 CEMR cesó sus inversiones en minas e infraestructuras debido a sus previsiones de nacionalización por parte de Marruecos y parte de éstas fueron administradas por el empresario marroquí Fouad Ali El-Khattabi en colaboración con el gobierno de Marruecos. En 1967 Altos Hornos de Vizcaya anunció el cese de sus compras de mineral y en 1968 el yacimiento de CERM fue expropiado por Marruecos ante la ausencia de inversiones necesarias en peletización. Además, Marruecos intentó hacerse con las infraestructuras en Melilla de la CEMR como el cargadero, un tramo del ferrocarril, la central eléctrica de Melilla y un depósito de combustibles. La concesión de las minas de Beni Buifrur fue adjudicada a la sociedad pública Marroquí Société d’Exploitation des Mines du Rif (SEFERIF), pagando un canon para el uso de las instalaciones de CEMR-ETSA de Melilla. En 1972 Marruecos  realizó las inversiones necesarias en peletización para revitalizar la minería del Rif y el Puerto de Nador con financiación, entre otros, del Eximbank norteamericano. El puerto de Nador se inauguró en 1979 y el último embarque de SECERIF en Melilla se efectuó en 1980. CEMR-ETSA se liquidó el 16 de octubre de 1984.